# Polonia 2050
Polonia 2050 de Szymon Hołownia (en polaco: Polska 2050 Szymona Hołowni, PL2050) es un partido político de Polonia, de carácter centrista. Está liderado por el periodista y candidato presidencial en 2020 y 2025, Szymon Hołownia.
Fue fundado como movimiento social en 2020, poco después de las elecciones presidenciales celebradas ese año. Se registró oficialmente como partido político en abril de 2021. Ocho diputados se incorporaron a Polonia 2050 en el Sejm antes de su primera participación en las elecciones en 2023. Apoya ideológicamente la política verde y los principios de la democracia cristiana y también combina algunos elementos del liberalismo, la socialdemocracia y el conservadurismo.

## Historia
El primer indicio de que Szymon Hołownia planeaba establecer un movimiento social apareció en febrero de 2020, cuando presentó su candidatura para las elecciones presidenciales de 2020. Hołownia anunció oficialmente la formación de un nuevo movimiento el 30 de junio de 2020, dos días después de la primera vuelta de las elecciones, en la que quedó tercero con un 14% de los votos. La organización se registró el 24 de agosto de 2020 y cinco días después se presentó oficialmente. Según Szymon Hołownia, 20.000 personas se unieron al movimiento.
El 29 de septiembre de 2020, Szymon Hołownia anunció la creación de un partido político asociado con el movimiento, dirigido por Michał Kobosko, cuyo registro (bajo el nombre "Polonia 2050 de Szymon Hołownia") se presentó ante el Tribunal de Distrito de Varsovia el 3 de noviembre de 2020.
En noviembre de 2020, el partido obtuvo su primer diputado en el Sejm: Hanna Gill-Piątek del partido Primavera. A finales de año, el partido apareció en las encuestas de opinión con entre el 10 y el 20 por ciento de apoyo, lo que lo convirtió en el tercer partido más popular de Polonia. A finales de año, Gill-Piątek y Jacek Kozlowski se convirtieron en vicepresidentes del partido.
El 8 de enero de 2021, el partido ganó otro representante en el Sejm (Joanna Mucha) y su primer senador (Jacek Bury). Estos dos parlamentarios inicialmente eran miembros de Plataforma Cívica.
En febrero de 2021, Paulina Hennig-Kloska del partido Moderna se unió a las filas de Polonia 2050 en el Sejm. Esto permitió que el movimiento creara su propio grupo parlamentario. En marzo, otro diputado se unió al partido, el político independiente y conocido periodista Tomasz Zimoch.
El 7 de abril de 2021, Polonia 2050 de Szymon Hołownia se registró oficialmente como partido político. Trece días después, otro miembro de Moderna, Mirosław Suchoń, se unió a Polonia 2050. El 20 de mayo de 2021, un exmiembro del gobierno hasta entonces perteneciente al partido Acuerdo, Wojciech Maksymowicz, se incorporó a su grupo en el Sejm, después de ser atacado por los medios gubernamentales tras realizar investigaciones médicas utilizando fetos abortados. El 28 de octubre de 2021, Paweł Zalewski, un diputado expulsado de la Plataforma Cívica debido a sus posturas conservadoras, pasó a formar parte de PL2050.
Polonia 2050, a través de la eurodiputada Roza Thun, pasó a formar parte oficialmente del grupo Renovar Europa en el Parlamento Europeo el 10 de noviembre de 2021.

## Ideología
Se considera que el partido está situado en el centro del espectro político, aunque, en general, sus políticas abarcan desde la centroizquierda hasta la centroderecha. También se considera un partido atrapalotodo. Ideológicamente, persigue la política verde, y combina elementos de la democracia cristiana, el liberalismo y la socialdemocracia. También ha sido descrito por algunos como conservador, conservador moderado, y cristiano-demócrata. Apoya la adhesión de Polonia a la Unión Europea.